# Opat

Herb opata bez święceń biskupich (na taśmie pod tarczą znajduje się dewiza)

Herb opata

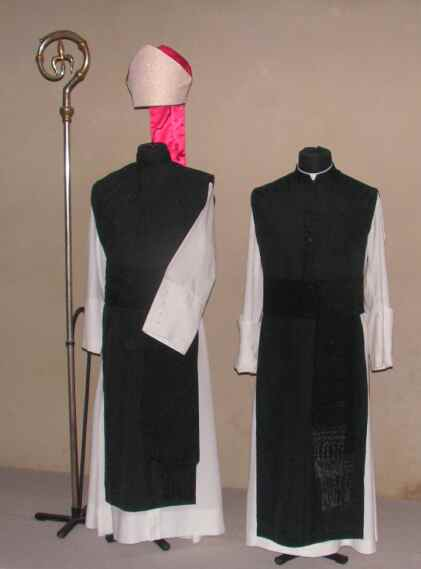
Strój opata cysterskiego (z infułą i pastorałem)

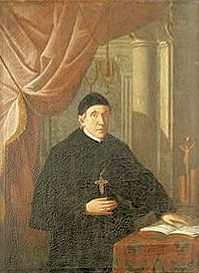
Opat

Opat (łac. abbas – „ojciec”, aram. ‏ܐܒܐ‎ abba – „ojciec”) – wyższy przełożony w męskich zakonach katolickich należących do kręgu zakonów mniszych. Odpowiednikiem w zakonach żeńskich jest ksieni (żeńska forma słowa ksiądz).
Opatowi przysługują także niektóre uprawnienia liturgiczne. Może on mianowicie używać infuły (czyli mniej uroczystej mitry) oraz pastorału – pastorał jednak musi zostać przysłonięty welonem, co ukazuje, że opat nie ma władzy pro foro externo, czyli poza swoją wspólnotą zakonną. Ma natomiast zwyczajną władzę ordynariusza wobec swoich podwładnych, co do jurysdykcji. Święceń może udzielać, jeśli sam jest biskupem.